# Neolitsea fischeri
Espèce
Statut de conservation UICN

 VU B1+2c : Vulnérable
Neolitsea fischeri est une espèce de plantes de la famille des Lauraceae.

## Publication originale
- Bulletin of Miscellaneous Information, Royal Gardens, Kew 1925: 132. 1925.